# Вергі (Кентуккі)
Вергі (англ. Virgie) — переписна місцевість (CDP) в США, в окрузі Пайк штату Кентуккі. Населення — 274 особи (2020).

## Географія
Вергі розташоване за координатами 37°19′56″ пн. ш. 82°34′57″ зх. д. / 37.33222° пн. ш. 82.58250° зх. д. (37.332268, -82.582418).  За даними Бюро перепису населення США в 2010 році переписна місцевість мала площу 2,65 км², уся площа — суходіл.

## Демографія
Згідно з переписом 2010 року, у переписній місцевості мешкало 279 осіб у 119 домогосподарствах у складі 85 родин. Густота населення становила 105 осіб/км².  Було 133 помешкання (50/км²).
Расовий склад населення:
| - 100,0 % — білих |

До двох чи більше рас належало 0,0 %. Частка іспаномовних становила 0,7 % від усіх жителів.
За віковим діапазоном населення розподілялося таким чином: 20,1 % — особи молодші 18 років, 60,2 % — особи у віці 18—64 років, 19,7 % — особи у віці 65 років та старші. Медіана віку мешканця становила 41,8 року. На 100 осіб жіночої статі у переписній місцевості припадало 83,6 чоловіків;  на 100 жінок у віці від 18 років та старших — 81,3 чоловіків також старших 18 років.
За межею бідності перебувало 9,0 % осіб, у тому числі 0,0 % дітей у віці до 18 років та 0,0 % осіб у віці 65 років та старших.
Цивільне працевлаштоване населення становило 149 осіб. Основні галузі зайнятості: освіта, охорона здоров'я та соціальна допомога — 47,0 %, публічна адміністрація — 20,8 %, науковці, спеціалісти, менеджери — 15,4 %, оптова торгівля — 11,4 %.